# Jeruzalem van goud

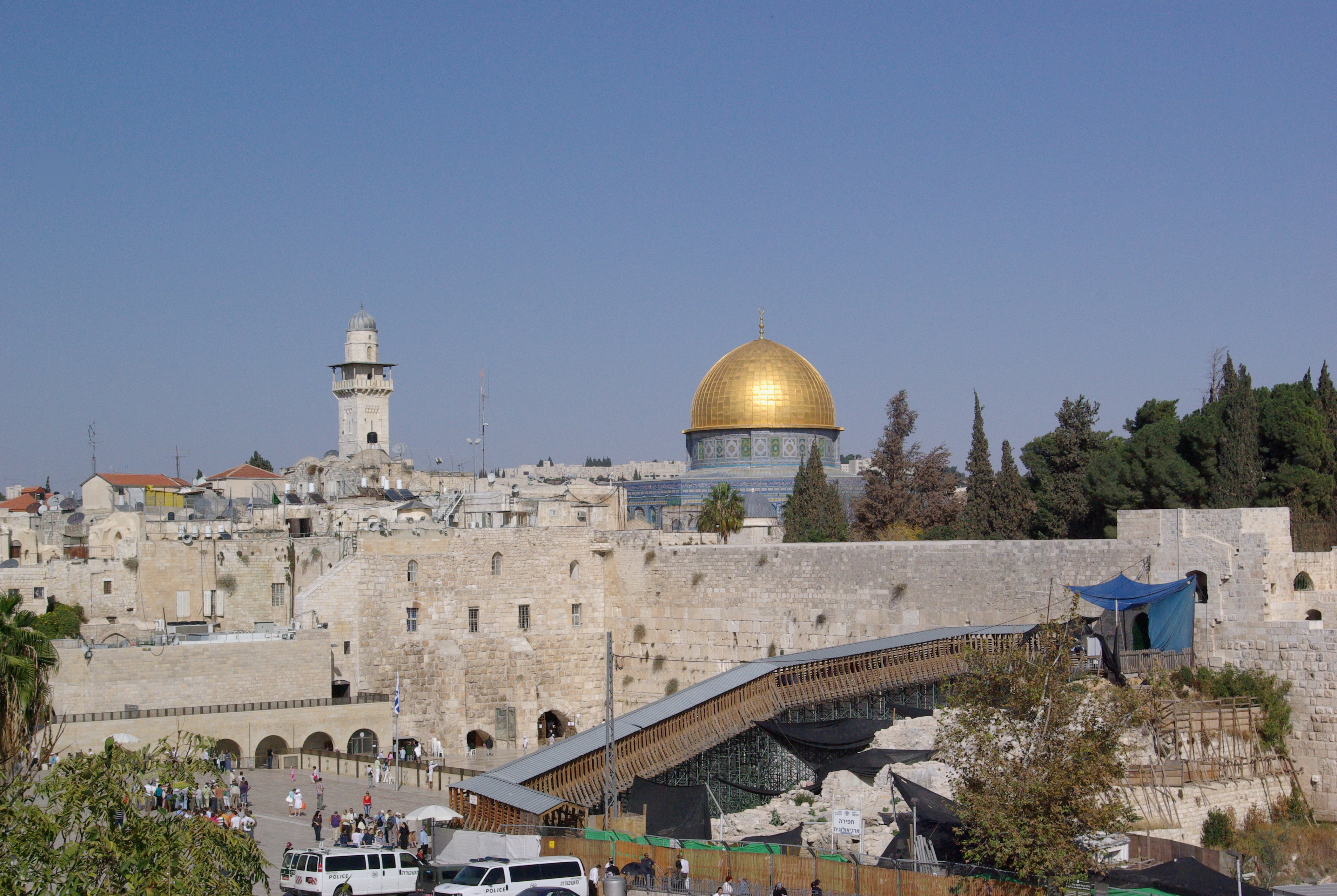
Klaagmuur met de Rotskoepel

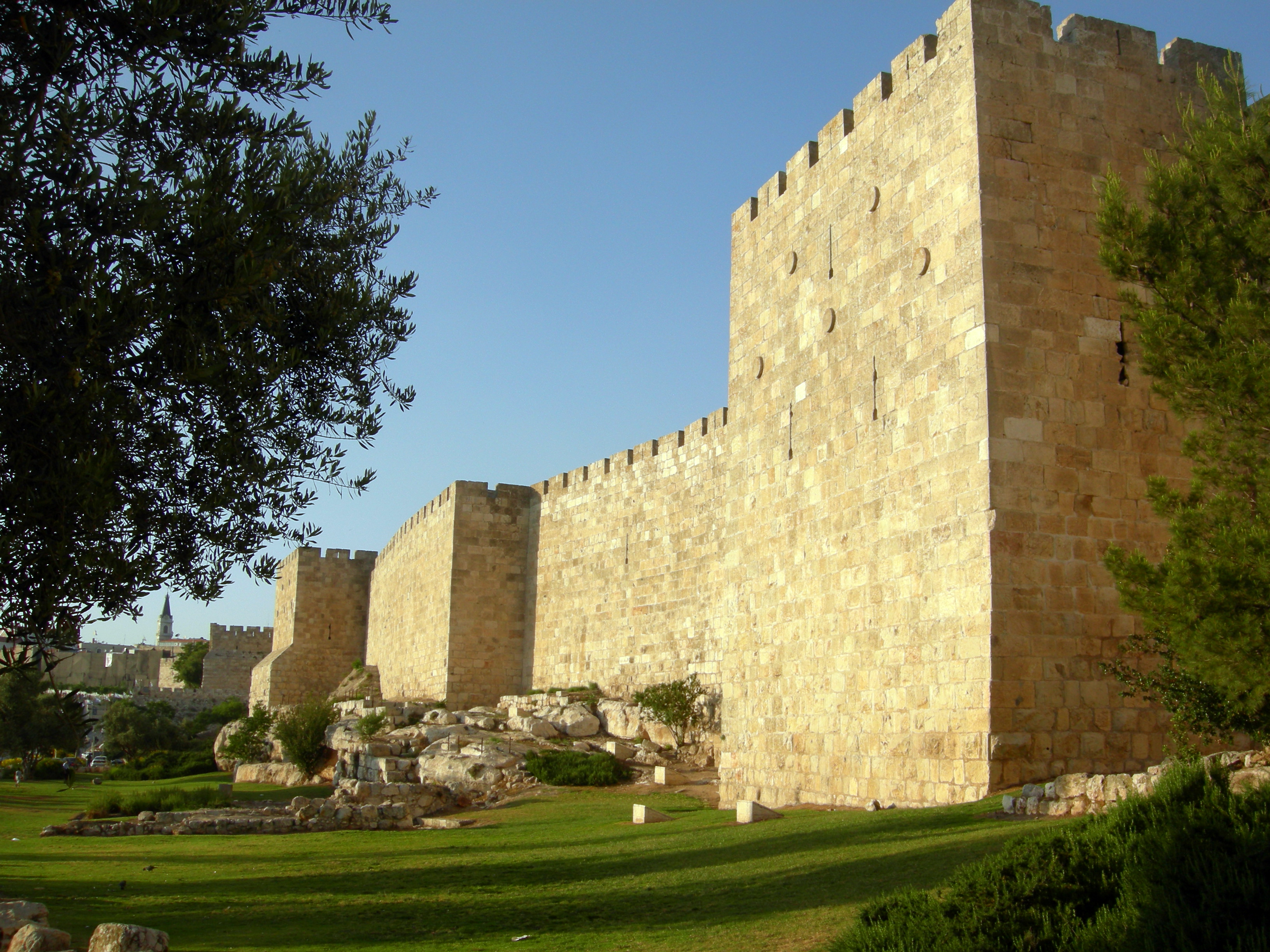
Muren van Jeruzalem

Jeruzalem van goud (Hebreeuws: ירושלים של זהב, Jeroesjalajieem sjel zahav (ook wel gespeld als Yerushala'im shel zahav, internationaal bekend als Jerusalem of Gold) is een lied dat is geschreven door de Israëlische componist en tekstdichter Naomi Shemer. De zangeres Shuli Nathan zong het lied tijdens het Israëlische zangfestival van 1967. Het lied werd een van de populairste liederen van het land en werd door zeer vele andere artiesten zoals Ofra Haza gezongen. In Nederland bereikte de versie van Rika Zaraï als Yerushala'im shel zahav (Jerusalem) in 1968 een vierde plaats in de Top 40.

## Volkslied
Het lied werd in 1967 geschreven voor de Zesdaagse Oorlog begon, maar werd zo goed als het tweede volkslied van Israël na de Israëlische overwinning in die oorlog. Hierbij veroverde Israël Oost-Jeruzalem op Jordanië, waardoor de westmuur opnieuw toegankelijk werd voor Joden.
In april 1967 werd dit lied tijdens het Israëlisch Songfestival - niet als inzending - voor het eerst gezongen. Teddy Kollek, burgemeester van West-Jeruzalem, had om een lied over Jeruzalem gevraagd en Naomi Shemer schreef en componeerde het. Zangeres en soldate Shuli Nathan kreeg van het Israëlische Defensieleger speciale toestemming om het te gaan zingen. De tekst van het lied is voor de Palestijns-Arabische inwoners onverteerbaar: de stad komt door erin weer tot leven (de bron gaat weer stromen) en raakt weer bevolkt met Joden. De shofar klinkt weer bij de tempel.
In de Knesset werd in 1967 door politicus Uri Avnery (tussen 1965 en 1973 namens HaOlam HaZeh-Koah Hadash en van 1977 tot 1981 voor Sheli) voorgesteld om het huidige volkslied, het Hatikwa, te vervangen door Jeruzalem van goud. Dit voorstel heeft het niet gehaald.

## Inhoud
Het lied heeft een poëtische tekst. Het is een lofdicht op de stad Jeruzalem. Veel gebouwen in de stad hebben een gouden gloed bij bijvoorbeeld avondlicht, door een speciale soort stenen dat bij de bouw ervan is gebruikt. Op een deel van de inhoud ervan wordt wel kritiek geuit, voornamelijk het feit, dat het lied de verlatenheid en leegte van de stad beschrijft, terwijl er altijd Arabieren en joden hebben gewoond, en de stad tegenwoordig juist veel inwoners heeft, wat het als volkslied minder geschikt zou maken.
Behalve dat het Jeruzalem beschrijft, worden ook andere plaatsen van het land genoemd zoals de Dode Zee.
Oorspronkelijke tekst
Refrein : 
Yerushalaim shel zahav - Jerusalem van goud
veshel negoshet, veshel or - van koper, van licht
Halo lechol shiraïch - voor al uw liederen
ani kinor - ben ik de harp
Avir harim zalul kajaïn -de lucht helder als wijn
Vereach oranim - met sparrengeur
Nisa beruach ha-arbaïm - in de schemering drijft op de wind
Im kol pa-a monim - het geluid van klokken 
Uf tardemat ikan va-even - in sluimering van boom en steen
Svuja bachaloma - gevangen in haar droom
Haïr asher badat joshevet - ligt de stad afgezonderd
Uveliba goma - met ommuurd hart 

Aicha yafshu borot ha-mayim - zie de droge waterputten
Kikar hashuk reika - en het lege marktplein
Va-eïn poket et Har Ha-Bait - niemand komt naar de Tempelberg
Bajer ha-a-tika - in de oude stad

Uve mearot asher bashela - in de grotten van de berg
meyalelot ruhot - huilt de wind 
Veyin joret el yam hamelach - niemand daalt af naar de Dode Zee 
Bederech Yericho - langs de weg van Jericho

## Gebruik in Schindler's List
Het lied maakt deel uit van de soundtrack van de film Schindler's List en wordt afgespeeld op het einde van de film. Dit veroorzaakte controverse in Israël, omdat het lied algemeen geassocieerd wordt met de Israëlische overwinning in de Zesdaagse Oorlog en geen verband houdt met de Holocaust, het onderwerp van de film. In Israëlische versies van de film werd het lied vervangen door het gedicht "Eli Eli" van Hannah Szenes.